# پریسین
پریسین (انگلیسی: Priscian; ۱ ژانویهٔ ۰۵۰۰ – ۱ ژانویهٔ ۰۶۰۰) نویسنده، فیلسوف، و شاعر اهل روم باستان بود.